# Angara (dòng tên lửa)
Angara là một dòng tên lửa đẩy do Trung tâm nghiên cứu và chế tạo Khrunichev (Moscow) nghiên cứu và phát triển. Tên lửa đẩy Angara có khả năng đưa tải trọng từ 3.000 đến 24.500 kg vào quỹ đạo Trái đất tầm thấp, cùng với phiên bản tên lửa đẩy Soyuz-2 nhằm thay thế các tên lửa đẩy phát triển từ thời Liên Xô.

## Lịch sử
Sau khi Liên Xô tan rã, viện nghiên cứu phát triển cho phần lớn các tên lửa đẩy của Liên Xô khi đó là Phòng thiết kế tên lửa Yuzhnoye cùng với nhà máy cơ khí chế tạo Yuzhmash giờ thuộc quyền sở hữu của Ukraine. Đây là viện nghiên cứu phát triển và sản xuất tên lửa đẩy Zenit-2, Dnepr và Tsyklon. Ngoài ra, sân bay vũ trụ chính của Liên Xô trước đây, sân bay vũ trụ Baikonur, nay nằm trên lãnh thổ Kazakhstan, và Nga gặp khó khăn trong việc đàm phán về việc sử dụng sân bay này để phóng tên lửa vũ trụ. Điều này dẫn đến việc Nga quyết định phát triển loại tên lửa đẩy mới tên là Angara, nhằm tránh phụ thuộc vào những nhà cung cấp nước ngoài. Nga cũng sử dụng sân bay vũ trụ Plesetsk để thay thế sân bay vũ trụ Baikonour trong việc phóng vệ tinh lên quỹ đạo. Nhiều công ty đã nộp đơn xin phát triển loại tên lửa mới, và vào năm 1994, Trung tâm nghiên cứu và chế tạo Khrunichev, vốn từng phát triển tên lửa đẩy Proton trước đây đã giành được hợp đồng chế tạo tên lửa mới. Thành công về mặt thương mại của tên lửa đẩy Proton trong suốt hai thập kỷ là lợi thế mà Khrunichev có được, nhờ đó Khrunichev vẫn có thể phát triển dự án tên lửa Angara dù nguồn đầu tư từ chính phủ Nga rất ít ỏi.
Ban đầu trung tâm nghiên cứu Khrunichev dự định sử dụng một phiên bản của động cơ RD-170 cho hệ thống đẩy của tầng 1 tên lửa và sử dụng động cơ nhiên liệu Hydro lỏng cho tầng 2 tên lửa Angara. Năm 1997, động cơ sử dụng kerosene được sử dụng thay thế cho động cơ nhiên liệu hydro lỏng, và động cơ RD-170 được thay thế bằng động cơ RD-191. Đây là động cơ được phát triển từ RD-170 với một buồng đốt nhiên liệu. Cuối năm 1997, Khrunichev được sự chấp thuận của chính phủ Nga để phát triển loại tên lửa mới, có khả năng thay thế cho các tên lửa đẩy Dnepr, Tsyklon và Rokot vốn dựa trên ICBM, đồng thời loại tên lửa mới cũng có khả năng phóng vệ tinh vào quỹ đạo địa tĩnh-lớp tên lửa Angara A5. Việc phát triển loại tên lửa mới cũng yêu cầu xây dựng bệ phóng mới dành cho nó.
Năm 2004, tên lửa Angara đã thành hình, và viện thiết kế tên lửa bắt đầu phát triển bệ phóng tên lửa. Năm 2008, NPO Energomash, được giao nhiệm vụ phát triển động cơ RD-191, thông báo động cơ đã thử nghiệm hoàn tất và sẵn sàng bàn giao lắp đặt cho loại tên lửa mới, và vào tháng 1 năm 2009 tầng đẩy 1 hoàn chỉnh của tên lửa Angara đã được chuyển đến trung tâm nghiên cứu Khrunichev. Vladimir Nesterov, Giám đốc của trung tâm Khrunichev, tuyên bố sẽ tiến hành thử nghiệm tên lửa Angara vào năm 2013, theo đó, phiên bản thử nghiệm được phóng từ Trung tâm phóng tên lửa Plesetsk.
Sau 22 năm phát triển, tên lửa Angara phóng thử nghiệm lần đầu tiên vào ngày 9/7/2014, buổi thử nghiệm phóng thử tên lửa bay dưới quỹ đạo. Ngày 23/12/2014, Angara A5 bay thử nghiệm lần đầu tiên. Tháng 6 năm 2020, bệ phóng tên lửa Angara đã hoàn thiện và được vận chuyển tới sân bay vũ trụ Vostochny.
14/12/2020, 6 năm sau lần phóng đầu tiên, Angara-A5 lần thứ hai được phóng lên quỹ đạo từ sân bay vũ trụ Plesetsk. Theo giám đốc Roscosmos Dmitriy Rogozin, hai tên lửa Angara sẽ được phóng vào năm 2021: tên lửa Angara-1.2 và Angara-A5 với tầng đẩy phụ mới, Persei.

## Mô tả

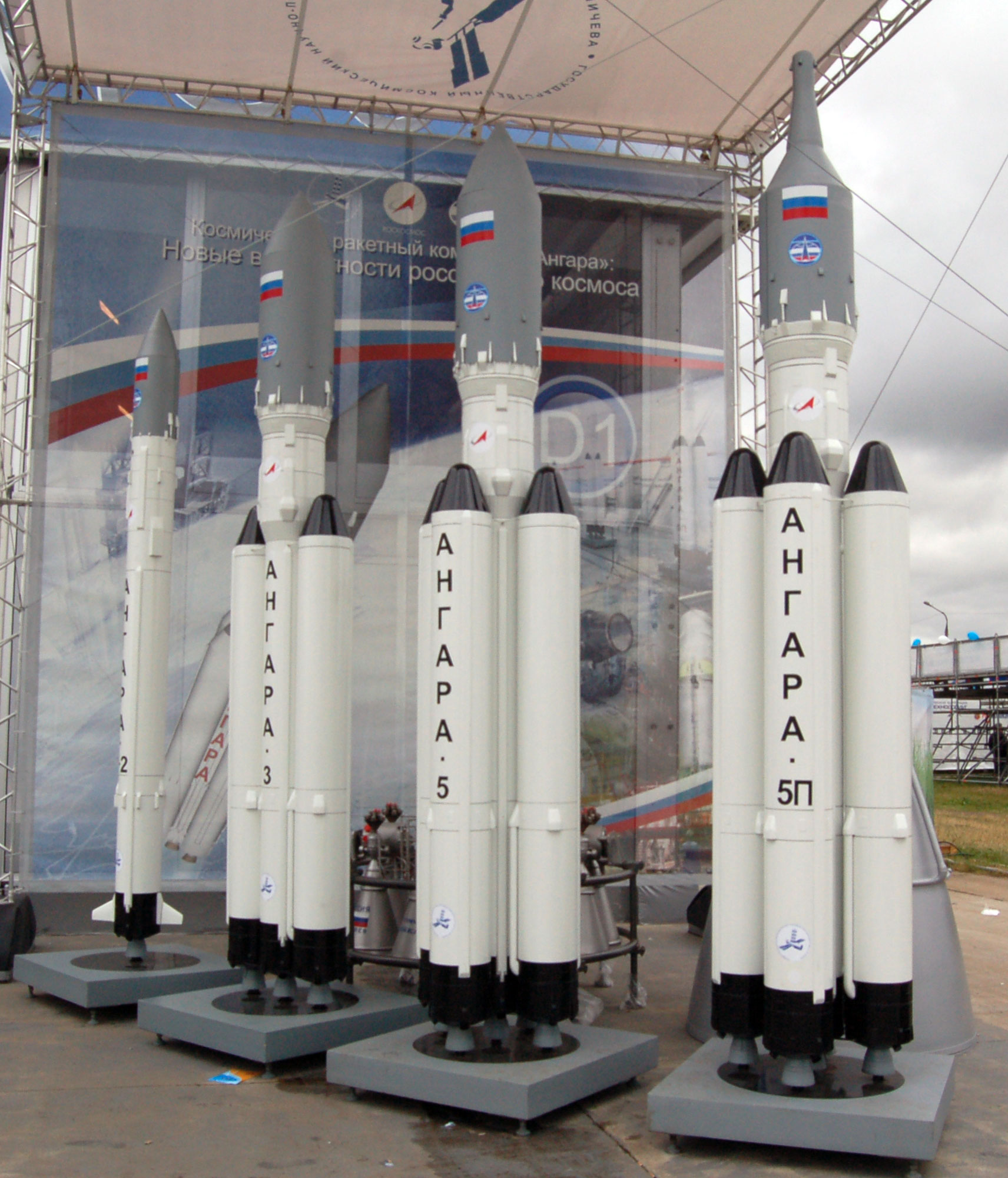
Phiên bản tên lửa Angara tại triển lãm MAKS 2009 airshow gần Moskva

### URM-1: Tầng đẩy 1
Universal Rocket Module (URM-1) đóng vai trò chủ chốt trong tất cả các phiên bản tên lửa Angara. Tên lửa Angara A5 có thêm 4 tầng URM-1 làm tầng đẩy phụ. URM-1 trang bị một động cơ NPO Energomash RD-191 nhiên liệu liquid oxygen và RP-1.
RD-191 được phát triển cho tầng đẩy phụ của tên lửa đẩy Energia. Động cơ RD-171 sử dụng trên tên lửa đẩy Zenit và động cơ RD-180 sử dụng trên tên lửa đẩy Atlas V cũng được phát triển từ RD-170. Động cơ RD-193 dự kiến sẽ được trang bị trên tầng đẩy 1 của tên lửa Soyuz 2-1v thay thế cho động cơ NK-33 thiết kế từ những năm 1970s cũng là dẫn xuất của RD-170.
RD-191 tiêu thụ ít nhiên liệu hơn các động cơ thế hệ cũ.
URM-1 có bể chứa ô xy lỏng ở trên đầu tầng đẩy, tiếp theo là một cấu trúc liên ngăn chứa thiết bị điều khiển bay và thiết bị đo từ xa, với bình chứa nhiên liệu RP-1 bên dưới. Tầng đẩy URM-1 có khớp các đăng thay đổi góc phụt của động cơ đẩy để tăng khả năng điều khiển tên lửa.

### URM-2: Tầng đẩy 2
Tầng đẩy 2 của tên lửa Angara, gọi là URM-2, sử dụng một động cơ RD-0124A của KBKhA, động cơ cũng sử dụng nhiên liệu Ôxy lỏng và RP-1. Động cơ RD-0124A tương tự như động cơ RD-0124 sử dụng trên tầng 2 của tên lửa đẩy Soyuz-2. Tầng đẩy URM-2 có đường kính là 3,6 mét (Angara A5). Angara 1.2 có thiết kế tầng đẩy thứ hai có đường kính nhỏ hơn, là 2,66 mét để phù hợp với với Block I hoặc 2,9 mét để phù hợp với URM-1.

### Tầng đẩy 3
Angara 1.2 không sử dụng tầng đẩy thứ 3, khi đưa tải trọng lên quỹ đạo tầm thấp. Đối với việc đưa vệ tinh lên các quỹ đạo cao hơn như GTO, Angara A5 sử dụng tầng đẩy Briz-M (Hiện đang sử dụng trên tên lửa đẩy Proton-M), trang bị 1 động cơ S5.98M nhiên liệu N2O4 và UDMH, hoặc thậm chí là sử dụng tầng đẩy KVTK. Tầng đẩy KVTK sử dụng nhiên liệu LH2/LOX cho động cơ RD-0146D giúp Angara A5 có khả năng mang hai tấn tải trọng lên GTO. Blok D hiện đang được Nga cân nhắc để sử dụng trên tên lửa Angara phóng từ sân bay vũ trụ Vostochny do nó không sử dụng các loại nhiên liệu độc hại như tầng đẩy Briz-M.

## Các phiên bản

Unlabeled graphic of the Angara rocket family, as conceived in 2008.

### Angara 1.2
Phiên bản nhỏ nhất của dòng tên lửa đẩy Angara là Angara 1.2, có trọng lượng phóng 171 tấn và có khả năng mang 3,8 tấn tải trọng vào quỹ đạo 200 km x 60°.

#### Angara 1.2pp
Phiên bản sửa đổi từ Angara 1.2, Angara 1.2pp (Angara-1.2 pervyy polyot, nghĩa là Angara-1.2 first flight), thực hiện chuyến bay dưới quỹ đạo vào ngày 9/7/2014. Thời gian bay 22 phút và mang theo một tải trọng mô phỏng 1.430 kg (3.150 lb). Phiên bản Angara 1.2PP có trọng lượng 171.000 kg (377.000 lb) đảm nhiệm vai trò thử nghiệm các thành phần của tên lửa Angara A5 trước khi tên lửa Angara A5 thực hiện chuyến bay đầu tiên vào ngày 23/12/2014.

### Angara A5
Phiên bản tên lửa Angara tiếp theo là tên lửa đẩy hạng nặng Angara A5. Trọng lượng phóng 773 tấn, Angara A5 có khả năng đưa 24,5 tấn tải trọng lên quỹ đạo 200 km x 60°. Angara A5 có khả năng đưa 5,4 tấn tải trọng lên quỹ đạo chuyển tiếp địa tĩnh bằng tầng đẩy Briz-M, hoặc 7,5 tấn bằng tầng đẩy KVTK.
Ở phiên bản Angara A5, 4 tầng đẩy URM-1 được sử dụng làm tầng đẩy phụ, sản sinh lực đẩy tối đa trong 214 giây, sau đó sẽ được tách khỏi thân tên lửa. Tầng đẩy URM-1 trung tâm sẽ hoạt động tối đa công suất lúc tên lửa cất cánh, sau đó sẽ giảm công suất động cơ còn 30% để tiết kiệm nhiên liệu. Tầng đẩy trung tâm sẽ hoạt động với hiệu suất đầy đủ trở lại sau khi tầng đẩy phụ được tách ra, và nó sẽ tiếp tục hoạt động trong 110 giây tiếp theo.

## Đặc tính kỹ thuật
| Tên lửa                                                                           | Angara 1.2                 | Angara A5              |
| --------------------------------------------------------------------------------- | -------------------------- | ---------------------- |
| Tầng đẩy phụ                                                                      | N/A                        | 4 tầng đẩy URM-1       |
| Tầng 1                                                                            | 1 x URM-1                  | 1 x URM-1              |
| Tầng 2                                                                            | Block I phiên bản nâng cấp | URM-2                  |
| Tầng 3 (không triển khai trong sứ mệnh đưa vệ tinh lên quỹ đạo Trái đất tầm thấp) | –                          | Briz-M/Blok DM-03/KVTK |
| Lực đẩy (Tại mực nước biển)                                                       | 1.92 MN                    | 9.61 MN                |
| Trọng lượng phóng                                                                 | 171.5 t                    | 759 t                  |
| Chiều cao (tối đa)                                                                | 41,5 m                     | 55,4 m                 |
| Tải trọng (Quỹ đạo Trái đất tầm thấp 200 km)                                      | 3,8 t                      | 24,5 t                 |
| Tải trọng (Quỹ đạo chuyển tiếp địa tĩnh)                                          | –                          | 5,4/7,5 t              |
| Tải trọng (Quỹ đạo địa tĩnh)                                                      | –                          | 3/4,6 t                |

## Các dự án liên quan
Tên lửa đẩy Naro-1 của Hàn Quốc sử dụng tầng đẩy 1 là một thiết kế dẫn xuất từ tầng đẩy URM-1 của tên lửa Angara (trang bị phiên bản động cơ RD-191 có lực đẩy yếu hơn, gọi là RD-151)..

## Các loại tên lửa đẩy tương đương
- UMLV
- Titan IIIC
- Ariane 5
- Vega
- H-IIA
- H-IIB
- Atlas V
- Falcon 9 Full Thrust
- Delta IV
- Long March 3
- Long March 5
- GSLV Mk III
- Naro-1 — first stage derived from URM-1
- Rus-M
- Proton
- Antares

## Link ngoài
- «Ангара» с омским паспортом
- Angara family page by the Khrunichev Center Lưu trữ ngày 18 tháng 1 năm 2017 tại Wayback Machine (in Russian)
- Angara family, at Encyclopedia Astronautica
- Angara family, at RussianSpaceWeb

Bản mẫu:Russian launch vehicles
Bản mẫu:Expendable launch systems
Bản mẫu:RD-170 rocket engine family